# Zinzahal
Zinzahal är en ort i Azerbajdzjan.   Den ligger i distriktet Dashkasan Rayon, i den västra delen av landet, 300 km väster om huvudstaden Baku. Zinzahal ligger 1 450 meter över havet och antalet invånare är 805.
Terrängen runt Zinzahal är kuperad åt nordväst, men åt sydost är den bergig. Närmaste större samhälle är Daşkəsən, 13,9 km nordväst om Zinzahal. 
Trakten runt Zinzahal består i huvudsak av gräsmarker. Runt Zinzahal är det ganska tätbefolkat, med 52 invånare per kvadratkilometer.